# Ricadi
Ricadi ist eine italienische Gemeinde in der Provinz Vibo Valentia mit 5014 Einwohnern (Stand 31. Dezember 2023). Sie liegt auf der Halbinsel Capo Vaticano an der tyrrhenischen Küste von Kalabrien.

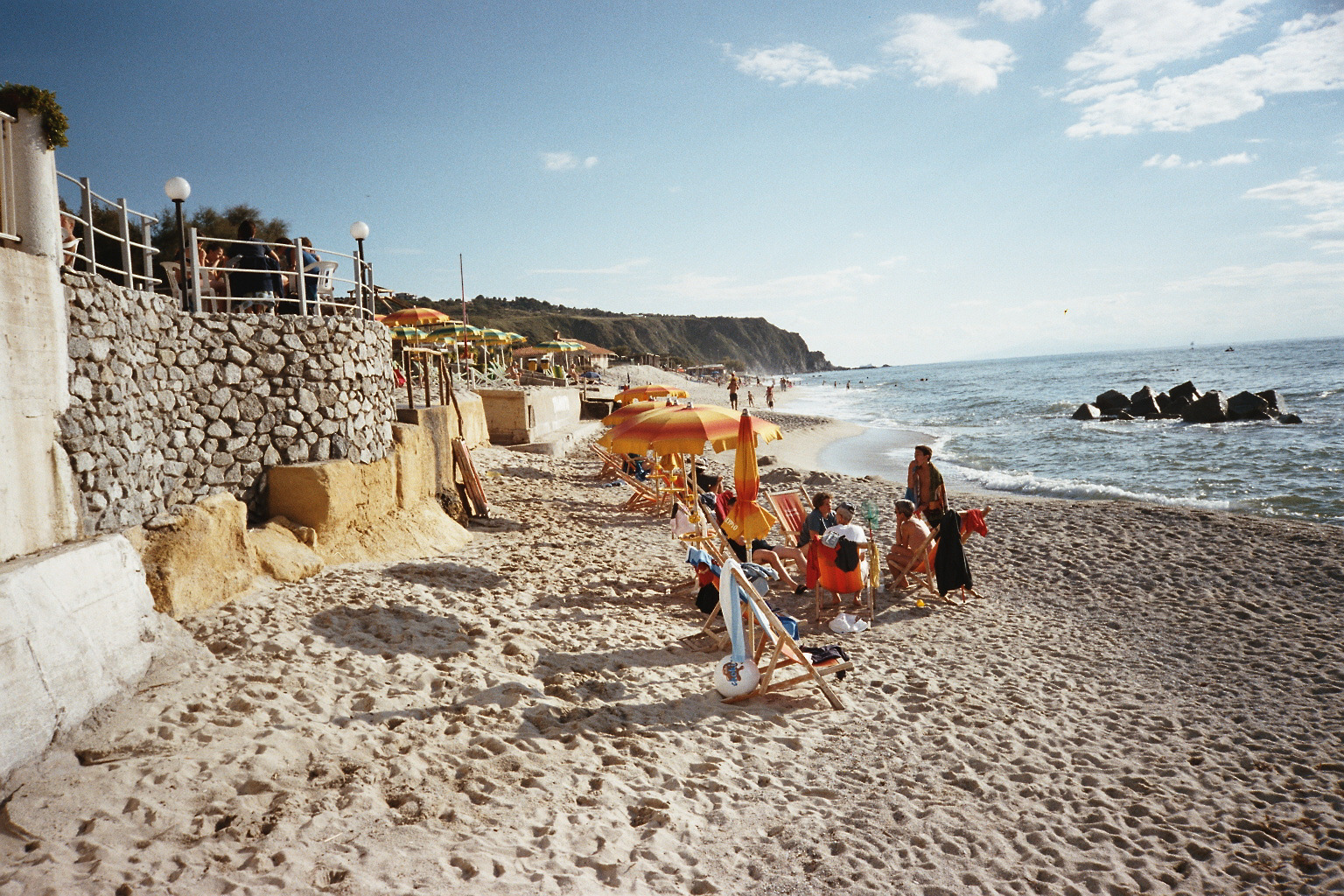
Am Strand von Santa-Maria di Ricadi (2002)

Die Nachbargemeinden sind Drapia, Joppolo, Spilinga und Tropea.
Insbesondere die unmittelbar an der Küste gelegenen Ortsteile, wie beispielsweise Santa Maria di Ricadi, erfreuen sich wachsender Beliebtheit als touristische Destination.